# Costişa
Costişa é uma comuna romena localizada no distrito de Neamţ, na região de Moldávia. A comuna possui uma área de 26.64 km² e sua população era de 3697 habitantes segundo o censo de 2007.